# Tmetogaster nubilipennis
Tmetogaster nubilipennis là một loài tò vò trong họ Ichneumonidae.